# Китайцы

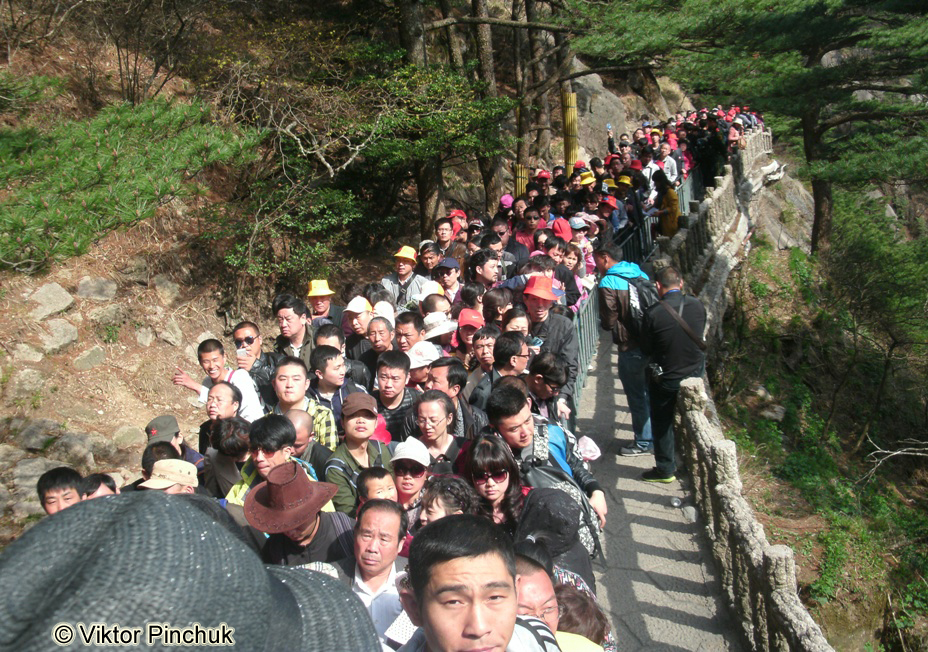
Китайцы (очередь на канатную дорогу Хуаншань)

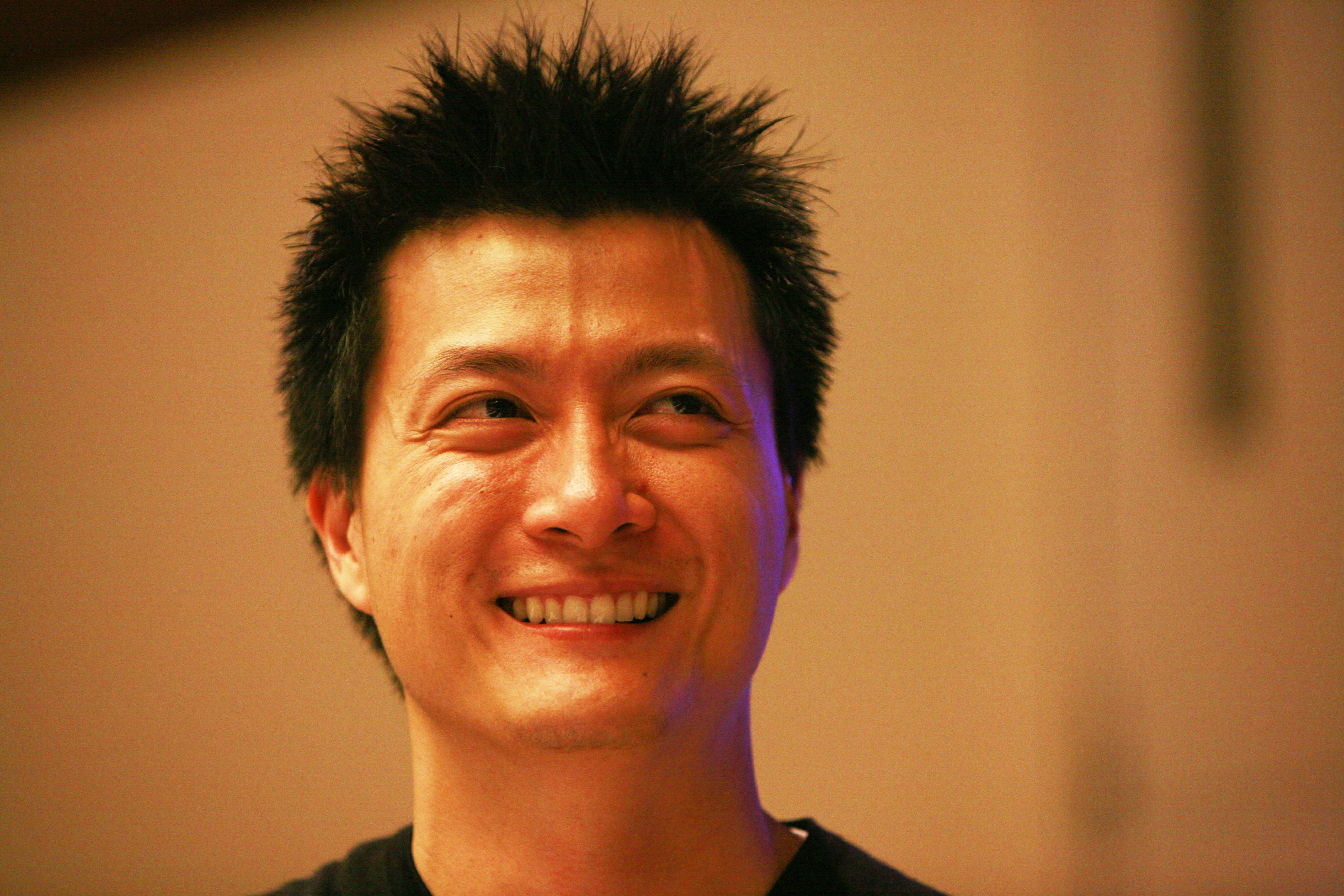
Хорхе Чам, автор комикса PhD Comics

Молодая китаянка в форме НОАК, 1972 год

Кита́йцы — общность людей, объединённых по некоему признаку, связанному с Китаем. Существует несколько трактовок того, как определить причастность человека к китайцам:
- Это люди, имеющие гражданство и проживающие в Китайской Народной Республике (континентальный Китай, Гонконг и Макао) или в Китайской Республике (Тайване). Относительно того, делает ли гражданство в Китае «китайцем», существуют разные мнения, поскольку сторонники Тайваньской независимости не считают, что Тайвань — часть Китая. Данное представление о китайской нации имеет правовую основу в КНР и Китайской Республике.

- Представление о китайской нации, принятое в КНР и Китайской Республике, включает все 56 этнических групп, проживающих в Китае и официально признанных правительством, например, такие как монголы, маньчжуры, тибетцы, и другие установленные этнические группы, проживающие на территории современной КНР хотя бы с династии Цин (1644—1911). Оно также относится к китайцам за рубежом.

- Этническое представление: китайцами называют основную этническую группу, населяющую КНР — хань.

- Кроме национальности, в определение «китайскости» входят: место проживания (географические факторы), происхождение (биологические причины), и родословная (исторические и родословные факторы).

## Китайские термины

### Напутунхуа
- Китаец кит. трад. 中國人, упр. 中国人, пиньинь zhōngguórén, палл. чжунгожэнь, буквально: «человек Китая (как государства)»: некоторые используют этот термин для всех граждан Китайской Народной Республики, независимо от этнической принадлежности. Другие используют его только для граждан Китайской Республики. Использование может зависеть от политических представлений статуса республики Китая.
- Китайский человек кит. трад. 華人, упр. 华人, пиньинь huárén, палл. хуажэнь, буквально: «человек Китая (как цивилизации)»: общий термин, относящийся к любой персоне китайского происхождения, включая тех, что в Китае и за рубежом. Однако, этот термин обычно больше используется в обращении к заграничному китайскому сообществу и иногда заграничным китайским меньшинствам.
- Китайские эмигранты кит. трад. 華僑, упр. 华侨, пиньинь huáqiáo, палл. хуацяо: относится к китайскому соотечественнику или гражданину, постоянно проживающему в зарубежной стране.
- Китайцы по крови кит. трад. 華裔, упр. 华裔, пиньинь huáyì, палл. хуаи: относится к людям китайского происхождения, живущим за рубежом, которые, как правило, не имеют китайского гражданства и культурно уже значительно отдалились от Китая.
- Малые народности Китая кит. трад. 少數民族, упр. 少数民族, пиньинь shǎoshù-mínzú, палл. шаошу-миньцзу: этот термин относится к 56 национальностям Китая: монголы, тибетцы, уйгуры и т. д.

Самый многочисленный народ КНР — ханьцы, которые составляют около 92 % населения, а все остальные условно относятся к малым народностям.

### Накантонском
- иер. трад. 老華僑, упр. 老华侨, ютпхин: Lou5 waa4 kiu4, кант.-рус.: лоува:кхиу, пиньинь: lǎohuàqiáo, палл.: лаохуацяо
  - использовалось международными кантонскими дикторами, чтобы обратиться к человеку, который жил за пределами Китая в течение длительного периода, обычно 10 или больше лет.
- иер. трад. 唐人, упр. 唐人, ютпхин: tong4 yan4, кант.-рус.: тхон янь, пиньинь: tángrén, палл.: танжэнь
  - китайцы эпохи Тан синонимичны с китайцами времён Хань.
- иер. трад. 土著, упр. 土着, ютпхин: tou2 jyu3, кант.-рус.: тхоучю, пиньинь: tǔzháo, палл.: тучжао
  - буквальное значение «с почвы»; относится к китайцам этнических групп меньшинства.